# Euploea honesta
Euploea honesta är en fjärilsart som beskrevs av Butler 1882. Euploea honesta ingår i släktet Euploea och familjen praktfjärilar. Inga underarter finns listade i Catalogue of Life.